# Lawrence La Fountain-Stokes
Lawrence La Fountain-Stokes ( San Juan, Puerto Rico, 10 de abril de 1968) es un escritor, investigador y artista multidisciplinario puertorriqueño, a quien también se le conoce como Larry La Fountain. Ha ganado varios premios literarios al igual que por su trabajo con estudiantes universitarios latinos y LGBT (lesbianas, gays, bisexuales y transgéneros) en los Estados Unidos. Actualmente vive en Ann Arbor, Míchigan.

## Vida
La Fountain-Stokes nació y creció en San Juan, Puerto Rico, específicamente en Miramar, un vecindario tradicional localizado en el distrito céntrico de Santurce. Fue adoptado al nacer por Donald y Ramona La Fountain, y es el hermano de la locutora de ESPN Michele La Fountain. Ha escrito sobre sus experiencias de infancia en un ensayo llamado "Los nenes con los nenes y las nenas con las nenas" donde describe su hogar como bilingüe y bicultural. Su ensayo "Queer Diasporas, Boricua Lives: A Meditation on Sexile" también discute algunas de estas experiencias tempranas.
La Fountain-Stokes recibió su educación primaria y secundaria en la Academia del Perpetuo Socorro, una escuela bilingüe administrada por las monjas de la orden de las Hermanas Docentes de Notre Dame (School Sisters of Notre Dame). Se graduó de colegio en 1986. Luego pasó a estudiar en Harvard College, localizado en Cambridge, Massachusetts, donde recibió un bachillerato en artes en Estudios Hispánicos en 1991. Mientras era estudiante universitario, La Fountain-Stokes pasó un año y medio estudiando en la Universidad de São Paulo en Brasil. Pasó a obtener una maestría y doctorado en Español de la Universidad de Columbia en Nueva York.
La Fountain-Stokes empezó su carrera como profesor universitario en la Universidad Estatal de Ohio (1998-1999) y luego enseñó en Rutgers, la Universidad Estadual de Nueva Jersey, por cuatro años (1999-2003). Desde 2003, ha enseñado estudios de los latinos en los EU, estudios americanos, y estudios hispánicos en la Universidad de Míchigan, incluyendo cursos sobre cultura homosexual caribeña, estudios queer, y literatura, teatro, performance y cine latinoamericanos, caribeños y latinos. Recibió una promoción a profesor asociado con permanencia en 2009. Sus entrevistas en español con artistas, periodistas y académicos tales como el cantante y novelista uruguayo Dani Umpi y el periodista Sam Quiñones del Los Angeles Times aparecen en el canal de la "University of Michigan in Spanish" en YouTube y en iTunes U.

## Obra académica
Las investigaciones académicas de La Fountain-Stokes se han enfocado principalmente sobre la cultura queer puertorriqueña en los Estados Unidos y en el Caribe. Su libro Queer Ricans: Cultures and Sexualities in the Diaspora (University of Minnesota Press, 2009) discute la migración LGBT puertorriqueña a los Estados Unidos desde una perspectiva de los estudios culturales, con capítulos sobre Luis Rafael Sánchez, Manuel Ramos Otero, Luz María Umpierre, Frances Negrón-Muntaner, Rose Troche, Erika López, Arthur Avilés y Elizabeth Marrero. Queer Ricans está basado en la tesis doctoral de La Fountain-Stokes, la cual escribió bajo la supervisión de la profesora feminista inglesa Jean Franco. El autor recibió auspicio para este proyecto en 1997 del Programa Internacional de Migración del Social Science Research Council.
En su libro titulado Translocas: The Politics of Puerto Rican Drag and Trans Performance (University of Michigan Press, 2021), investiga temas sobre el teatro puertorriqueño y diaspórico, performance, y activismo desde los años 1960, y sobre los vínculos entre el travestismo, modificaciones de sexo y género sexual, y desplazamiento geográfico en una zona marcada por la alta incidencia de tales migraciones. En este proyecto, La Fountain-Stokes analiza las obras de un número de performeros y activistas contemporáneos, incluyendo a Sylvia Rivera, Holly Woodlawn, Nina Flowers, Erika López, Monica Beverly Hillz, Freddie Mercado, Jorge Merced, Javier Cardona, Lady Catiria, Barbra Herr y Kevin Fret.
La Fountain-Stokes ha publicado artículos académicos en revistas tales como CENTRO Journal, Revista Iberoamericana, y GLQ: A Journal of Lesbian and Gay Studies, incluyendo su ensayo sobre su viaje a Cuba, "De un pájaro las dos alas," el cual apareció en GLQ en 2002 y luego en Our Caribbean: A Gathering of Lesbian and Gay Writing from the Antilles, editado por el autor jamaiquino gay Thomas Glave. La Fountain-Stokes describe la primera parte de este artículo como una "narrativa o autoetnografía ficcionalizada experimental basada en mis experiencias de viaje como crítico teatral puertorriqueño gay y ex-estudiante de posgrado". También ha escrito sobre el uso de palabras de animales tales como pato para referirse a la homosexualidad en Puerto Rico y el Caribe.
La Fountain-Stokes frecuentemente publica artículos cortos en español en el suplemento cultural En Rojo del semanario puertorriqueño Claridad. Entre estos se encuentran reseñas teatrales y literarias y ensayos sobre cultural popular, por ejemplo como la que escribió sobre el expolicía, ahora actor y modelo Peter Hance. El autor recopiló muchos de estos artículos cortos en su libro Escenas Transcaribeñas: Ensayos sobre teatro, performance y cultura (Isla Negra Editores, 2018). La Fountain-Stokes frecuentemente ofrece charlas en encuentros profesionales y recintos universitarios, y ha hablado de su trabajo en diversos países, incluyendo Brasil, Cuba, México, Venezuela y España. También ha participado de manera activa en un gran número de organizaciones profesionales, particularmente en el Modern Language Association, el Latin American Studies Association, el Puerto Rican Studies Association, el Caribbean Studies Association, y el Centro de Estudios Lésbicos y Gays (CLAGS) de la Universidad de la Ciudad de Nueva York.

## Obra creativa
A La Fountain-Stokes se le conoce sobre todo como autor de cuentos, pero también ha publicado poesía y recibido premios por sus obras de teatro. También ha hecho intervenciones performativas, específicamente su unipersonal Abolición del pato (2004), el cual hizo como parte del Primer Festival Experimental de Casa Cruz de la Luna en San Germán, Puerto Rico, y luego en el festival "Out Like That" del Bronx Academy of Arts and Dance. El Village Voice describió Abolición del pato de la siguiente manera: "This is not Avenue Q" (Esto no es la avenida Q) en referencia al uso de muñecas indígenas como marionetas para hablar sobre el tema de la homosexualidad puertorriqueña.
Los cuentos de La Fountain-Stokes han aparecido en varias antologías tales como Bésame Mucho: New Gay Latino Fiction (1999) y Los otros cuerpos: Antología de temática gay, lésbica y queer desde Puerto Rico y su diáspora (2007). También ha publicado en revistas y páginas de Internet tales como Blithe House Quarterly y Harrington Gay Men’s Fiction Quarterly. Su primer libro de cuentos se llama Uñas pintadas de azul/Blue Fingernails (Bilingual Press/Editorial Bilingüe, 2009) e incluye 14 cuentos escritos en los años 1990 y principios de los 2000, algunos mientras el autor era estudiante del taller de creación literaria de la chilena Diamela Eltit. También ha publicado Abolición del pato con Terranova Editores (San Juan de Puerto Rico, 2013).
La mayor parte de los cuentos de La Fountain-Stokes se enfocan en las vidas y peripecias de personajes gay puertorriqueños, y a veces incorporan elementos de ciencia ficción y de literatura fantástica. Enrique Morales-Díaz ha escrito sobre uno de estos cuentos, "Mi nombre, masa multitudinaria," describiendo a La Fountain-Stokes como un autor "diasporican" (de la diáspora puertorriqueña).
Las obras teatrales de La Fountain-Stokes incluyen ¡Escándalo! (2003) y Uñas pintadas de azul (2006, una extensión del cuento publicado en su libro de cuentos). Ambas obras teatrales han sido leídas como parte del Proyecto Asunción auspiciado por el Teatro Pregones del Bronx, pero no se han escenificado.

## Premios
- Harold R. Johnson Diversity Service Award, Oficina del Provost y del Vicepresidente Ejecutivo para Asuntos Académicos, Universidad de Míchigan, Ann Arbor, 2009.[37]
- La Celebración Latina “Circle Award,” Universidad de Míchigan, Ann Arbor. (En reconocimiento al servicio distinguido a la comunidad universitaria), 2008.[38]
- ALMA (Assisting Latinos to Maximize Achievement) Appreciation Award, Universidad de Míchigan, Ann Arbor, 2006.
- Lavender Graduation Award, Oficina de Asuntos Lésbicos, Gay, Bisexuales, y Transgéneros, Universidad de Míchigan, Ann Arbor, 2006.
- Michigan Campus Compact Faculty/Staff Community Service-Learning Award, 2006.[39]
- Woodrow Wilson National Fellowship Foundation Career Enhancement Fellowship for Junior Faculty, 2006.
- Segundo lugar, Asunción Playwrights Project Play Competition del Teatro Pregones, por la obra Uñas pintadas de azul, 2006.
- Becado, Global Ethnic Literatures Seminar, Universidad de Míchigan, Ann Arbor, 2004.
- Tercer lugar, Asunción Playwrights Project Play Competition del Teatro Pregones, por la obra ¡Escándalo!, 2003.
- Becado, Center for the Critical Analysis of Contemporary Culture (CCACC), Rutgers University, New Brunswick, NJ, 2001–2002.
- Social Science Research Council International Migration Program, Minority Summer Dissertation Workshop Fellowship, Verano 1997.[16]